# Майски район
Майски район (на казахски: Май ауданы) е съставна част на Павлодарска област, Казахстан, с обща площ 18 070 км2 и население 10 247 души (по приблизителна оценка към 1 януари 2020 г.).
Административен център е Котобе.